# Piotr Alechkovski
Piotr Markovitch Alechkovski (russe : Пётр Ма́ркович Алешко́вский), né en 1957, est un écrivain et journaliste russe.

## Biographie
Né le 22 septembre 1957 à Moscou, Piotr Alechkovski entame des études d’archéologie, profession de ses parents, Mark Alimovsky et Natalia Germanovna Nedoshivina, à la faculté d’histoire de l’université d’État de Moscou. En 1979, il en sort diplômé.
Pendant six ans, il participe à la restauration de nombreux monuments, notamment dans le nord de la Russie : les monastères de Novgorod, les monastères de Kirillo-Belozersky, les monastères de Ferapontov, et ceux de Solovetski. 
En 2008, Piotr Alechkovski change de carrière pour devenir journaliste. Sa passion pour l’écriture a débuté bien avant cette date. C’est en 1989 qu’il commence à écrire des histoires pour le journal Wolga, puis pour The Youth, October et The Capital. Il publie quelques romans à succès dans le début des années 1990 : Le Putois en 1994 et Le Poisson en 2006, pour être consacré en 2016 avec La Citadelle, titre pour lequel il reçoit le prix Booker russe, après avoir été nommé deux fois, en 1994 et en 1996. Il dirigera le jury de ce même prix en 2017.
En 2018, il est auteur invité officiel du Salon du livre de Paris à l'occasion de la sortie de son deuxième roman en français, Le Poisson, l'année où la Russie est mise à l'honneur.
En parallèle, il continue sa carrière de journaliste et de chroniqueur et écrit dans plusieurs revues. De 2007 à 2008, Piotr Alechkovski dirige une chronique hebdomadaire dans le magazine Russian Reporter. Depuis 2008, il publie des essais dans cette même revue. Il dirige également le programme « Reading ABC » sur Radio Culture.

## Publications
- Piotr Alechkovski, Как новгородцы на Югру ходили: Рассказ о новгородцах, отважных мореплавателях XII в.,‎ 1988.
- Piotr Alechkovski, Жизнеописание Хорьк,‎ 1994.
  - Le Putois [« Жизнеописание Хорьк »], éditions Fayard,‎ 1999 (lire en ligne).
- Piotr Alechkovski, Арлекин, или Жизнеописание,‎ 1995.
- Piotr Alechkovski, Голоса из хора,‎ 1995.
- Piotr Alechkovski, Владимир Чигринцев,‎ 1997.
- Piotr Alechkovski, Седьмой чемоданчик,‎ 1999.
- Piotr Alechkovski, Чайки,‎ 2002.
- Piotr Alechkovski, Рудл и Бурдл.,‎ 2003.
- Piotr Alechkovski, Рыба. История одной миграции,‎ 2006.
- Le Poisson [« Рыба. История одной миграции »], éditions Macha Publishing,‎ 2018[11].
- Piotr Alechkovski, Институт сновидений,‎ 2009.
- Piotr Alechkovski, От Москвы…,‎ 2010.
- Piotr Alechkovski, Обратная сторона Луны.,‎ 2010.
- Piotr Alechkovski, Жизнеописание Хорька,‎ 2011.
- Piotr Alechkovski, Крепость,‎ 2016.
  - La Citadelle [« Крепость »]  (trad. Céline Bricaire et Valentina Chepiga), éditions Macha Publishing,‎ 2019.

## Récompenses littéraires
- Prix Booker russe, 2016